# Peter Burke
Ulick Peter Burke (Stanmore, 16 de agosto de 1937) es un historiador y académico británico, especialista en historia cultural moderna.

## Biografía
Es hijo de padre católico y madre judía convertida al catolicismo. 
Peter Burke fue educado por los jesuitas en el St John's College, Oxford, donde obtuvo el doctorado.
Desde 1962 a 1979 formó parte de la Escuela de Estudios Europeos en la Universidad de Sussex, para después pasar a la Universidad de Cambridge, en la que es actualmente catedrático emérito de Historia Cultural, y miembro del Emmanuel College. 
Fue profesor visitante en el Instituto de Estudios Avanzados de la Universidad de São Paulo (IEA-USP) desde septiembre de 1994 hasta septiembre de 1995, cuando desarrolló el proyecto de investigación llamado dos crisis de conciencia histórica.
Vive en Cambridge junto con su esposa, la historiadora brasileña Maria Lúcia Garcia Pallares-Burke, de la Facultad de Educación de la Universidad de Sao Paulo.
Fue el historiador ecuatoriano Juan Maiguashca (profesor de Historia económica de América Latina en la Universidad de Toronto), un discípulo de Pierre Chaunu, quien introdujo a Peter Burke en el mundo de "Annales". El libro What is the History of Knowledge? se lo dedicó Burke a él.
También es uno de los mejores expertos del mundo en el trabajo de Gilberto Freyre. Escribió, con su esposa Maria Lúcia Pallares-Burke, el libro "Repensar los trópicos". Es autor de numerosos artículos críticos, incluida la prensa, sobre el sociólogo de Pernambuco. Por lo general, indica la relevancia de Gilberto Freyre para el estudio de la cultura material: hogar, muebles, ropa, comida, etc.

## Trayectoria investigadora
Burke no es solo conocido por sus trabajos sobre la Edad Moderna sino que también destaca por sus investigaciones sobre la Historia Cultural en todo su espectro. Como gran políglota, ha logrado por un lado incorporar información de buena parte de Europa y asimismo ha conseguido muy buena difusión de sus libros. Ha sido traducido a más de treinta lenguas. 
En 1998 fue distinguido con la Medalla Erasmus de la Academia Europea, y es doctor honoris causa por las Universidades de Lund, Copenhague y Bucarest.
Destacan, de entre su extensa obra, El Renacimiento italiano o el más reciente El Renacimiento europeo así como La cultura popular en la Europa moderna. Renovó la historiografía con La fabricación de Luis XIV, donde ponía en evidencia la interacción entre política y representación del monarca absoluto. Ha estudiado aspectos como las funciones sociales del lenguaje, las funciones de las imágenes, el mundo del humor o la difusión de Baltasar Castiglione en el siglo XVI (Los avatares de "El Cortesano"). 
Sus libros teóricos, Formas de hacer Historia (colectivo) y ¿Qué es la historia cultural?, aclaran muy bien los temas más debatidos de la historiografía contemporánea.

### Sobre Wikipedia
En 2013, durante una entrevista que le fue hecha en Barcelona, se mostró como un gran defensor del importante papel que hoy en día juega la Wikipedia, elogiando también sus controles de fiabilidad:
«En los últimos diez años más o menos, tal vez un poco menos, he comenzado a utilizar la Wikipedia, especialmente para obtener una primera idea sobre un determinado tema o área de interés y también por la bibliografía. 
Pero soy muy cauteloso a la hora de reproducir o tomar algún texto o afirmación, ya sea de la Wikipedia o de la Britannica. Antes de reescribir alguna información chequeo y compruebo la información que reproduzco. Luego, cuando decido lo que quiero escribir o contar, es cuando comienzo a hacer una investigación en mayor profundidad. Wikipedia es ideal para ver las conexiones entre diferentes temas. En una enciclopedia tradicional se presentan por separado y un artículo aparece junto a otro sólo porque comienza con la misma letra del alfabeto. Eso ya no pasa con la Wikipedia.»
- ¿Qué le parece la contribución de los wikipedistas?
«Esencialmente, lo que me gusta de Wikipedia son dos cosas. En primer lugar, que está en constante revisión y actualización, de una manera que una enciclopedia tradicional en papel nunca podría hacer. Hace unas semanas murió uno de los más grandes historiadores ingleses; no hubo que esperar ni 24 horas y ya estaba puesta la fecha de defunción en Wikipedia. Para esta actualización en la enciclopedia en papel tienes que esperar diez años.

En segundo lugar, me gusta mucho lo que yo llamo las advertencias de ayuda intelectual (the intellectual help warnings) que señalan en el propio artículo si éste es parcial o sesgado, si no tiene suficientes fuentes, o hace falta una verificación de citas, y otras deficiencias. Nuevamente, eso no se puede hacer con una enciclopedia tradicional impresa y los editores de enciclopedias en papel deberían tomar ejemplo. Wikipedia se diferencia de las enciclopedias en papel en que además es más voluminosa, está disponible en más idiomas y está sujeta a constante revisión y reestructuración, en contraste con el desfase temporal que afecta a las ediciones de las tradicionales.»

## Obra
En su perfil de la web de la Universidad de Cambridge, podemos leer:
"He publicado cientos de artículos y capítulos y 30 libros, desde Culture and Society in Renaissance Italy (1972) hasta A Social History of Knowledge (2 vols., 2000-2012) y Exiles and Expatriates in the History of Knowledge (2017). Mi trabajo ha sido traducido a 33 idiomas."

### Libros
- The Renaissance Sense of the Past, Londres, Arnold, 1969
- El Renacimiento italiano: Cultura y sociedad en Italia, Alianza, 2001 (or. 1972)
- Venecia y Ámsterdam: Estudios sobre las élites del siglo XVII, Gedisa, 1996 (o 1974)
- La cultura popular en la Europa moderna, Alianza, 2010 (or. 1978), ISBN 978-84-206-2664-2
- Sociología e Historia, Alianza, 1987 (or. 1980)
- Montaigne, Alianza, 1985 (or. 1981)
- Historical Anthropology of Earl Modern Italy: Essays on Perception and Communication, Cambridge, Cambridge Univ. 1987
- La revolución historiográfica francesa: La escuela de Annales (1929-1989), Gedisa, 2006 (or. 1990)
- Formas de hacer Historia, Alianza, 2009 (or. 1991), como editor y colaborador.  ISBN 978-84-206-4156-0
- La fabricación de Luis XIV, Nerea, 1995 (or. 1992)
- Los avatares del Cortesano: Lecturas y lectores de un texto clave del espíritu renacentista, Gedisa, 1998 (or.: The Fortunes of the 'Courtier, 1993)
- Hablar y callar: Funciones sociales del lenguaje a través de la historia, Gedisa, 1996 (or.: The Art of Conversation, 1996)
- Formas de historia cultural, Alianza, 2000 (or. 1997), artículos
- El Renacimiento europeo. Centros y periferias, Crítica, 2005 (or. 1998)
- El Renacimiento, Crítica, 1999
- Una historia cultural del humor, Sequitur, 1999, en colaboración
- Historia social del conocimiento: De Gutenberg a Diderot, Paidós Ibérica, 2002 (or. 2000)[7]
- Visto y no visto. El uso de la imagen como documento histórico, Crítica, 2001 (or.: Eyewitnessing, 2001), ISBN 978-84-8432-631-1
- De Gutenberg a internet: Una historia social de los medios de comunicación, Taurus, 2002 (or. 2002), con A. Briggs
- ¿Qué es la historia cultural?, Paidós Ibérica, 2008 (or. 2004) ISBN 978-84-493-1840-5
- Lenguas y comunidades en la Europa moderna, Akal, 2006 (or. 2004). ISBN 978-84-460-2301-2
- La traducción cultural en la Europa moderna, Akal, 2010, con R. Po-Chia (eds.) ISBN 978-84-460-2783-6
- Historia y teoría social, Amorrortu editores, 2007. ISBN 978-950-518-193-3
- Hibridismo cultural, Akal, 2010, con un estudio inicial sobre su obra, por Mª José del Río. ISBN 978-84-460-2993-9
- Historia social del conocimiento:  de la enciclopedia a Wikipedia (II), Paidós, 2012. ISBN 978-84-493-2749-0
- El sentido del pasado en el Renacimiento, Akal, 2016, ISBN 978-84-460-2994-6
- ¿Qué es la historia del conocimiento?, Grupo Editorial Siglo XXI, 2017. ISBN 978-987-629722-6
- El polímata, Alianza Editorial, 2022. ISBN 978-84-1362-501-0
- Ignorancia. Una historia global Alianza Editorial, 2023. ISBN 978-84-1148-481-7